# Giovanni Battista Balbis
Giovanni Battista Balbis (Moretta, 17 de noviembre de 1765 - Turín, 1831), también llamado como Gioanni Battista y como Jean-Baptiste, fue un botánico, médico y político italiano.

## Primeros años
Nace en una familia de condición humilde, frecuenta la escuela primaria en su pueblo natal. Obtiene un puesto en el Collegio delle Province, instituido por Víctor Amadeo II de Saboya, y luego va a Turín a estudiar filosofía y medicina.
En 1785 se gradúa en la Facultad de Medicina, donde asistía a las lecciones de Botánica de Carlo Allioni.
En 1788, a solo tres años de su graduación, obtiene la agregación al Colegio de Medicina.
Fascinado con la botánica, Balbis realiza un censo de especies vegetales presentes en Valdieri, una pequeña ciudad en Val Gesso, Alpes Marítimos. De tales estudios publica en 1793 “Des eaux sulphureuses et thermales de Vaudier” del químico Giovanni Antonio Giobert.

## Vida política
Liberal y progresista, en 1794 se produce la revolución piamontesa contra el reinado de la Casa de Saboya y, al perder, y por sus ideas profesadas, le cuesta el exilio en Francia.
Allí, trabajando en la competencia médica, en diciembre de ese mismo año, obtiene el grado de médico militar.
En 1796 es médico jefe de la "Armada de Italia", la armada francesa enviada a Italia para tentar al reino sabaudo de incorporarse a la nacida Primera República francesa.
Hacia fines de 1798, cuando las tropas francesas ocupan Turín, obligando a la fuga del rey Carlos Manuel IV de Cerdeña, Balbis puede finalmente retornar a la ciudad, y el 19 de diciembre forma parte del neonato "Gobierno Provisorio de la Nación Piamontesa", instituido por el general francés Barthélemy Catherine Joubert, con el solemne juramento de “odio eterno alla tirannide, amore eterno alla libertà, all'eguaglianza e alla virtù”.
En febrero del año siguiente es nominado Presidente de Gobierno y afronta una situación financiera desastrosa. En acuerdo con otros miembros políticos, crea un banco de crédito usando como garantía los bienes del clero confiscados, siendo en tal modo patrimonio nacional (como ocurrió en Francia, el 2 de noviembre de 1789, a tono con la Asamblea Constituyente).
Balbis y los otros miembros del Gobierno maduraron la idea de una posible anexión del Piamonte a Francia. Así generaron una campaña de propaganda política.
La noche del 9 de marzo de 1799, como resultas de la votación popular, una comisión viaja a París para anunciar la voluntad de los piamonteses de ser anexados a la República de Francia.
Pero tal situación tuvo vida breve: el ejército austro-ruso, al mando del general ruso Aleksandr Vasilievich Suvorov avanzó veloz por el Piamonte y, en mayo de ese año, el monarca restablece el gobierno de la Casa de Saboya mientras los republicanos jacobinos eran constreñidos a retirarse.
La sede del Gobierno republicano fue transferida a Pinerolo, y luego a Fenestrelle. El 26 de mayo, cuando trpas austro-rusas entran victoriosas a Turín, capturando a los soldados franceses, Balbis debió exiliarse nuevamente a Francia, donde reasumió con su grado de médico militar.
Informado de la derrota en Piamonte de la armada francesa, el ahora cónsul Napoleón Bonaparte, apenas vuelto de la campaña en Egipto, ordena la constitución de un ejército de sesenta mil soldados.
Parten el 6 de mayo de 1800 desde París, el 15 rompen el bloqueo del Gran San Bernardo y, superado el fuerte de Bard, el 1 de junio entran a Milán. Superado el Po, el 9 de junio atacan al ejército imperial austriaco en Montebello y el 25 de ese mes, con el sacrificio del general Louis Charles Antoine Desaix, obtienen la famosa victoria de Marengo.
Balbis, siguiendo en la avanzada de Napoleón, puede así asistir a la re-anexión de su propia patria a Francia y a la nueva proclamación de la república.

## Su carrera de botánico
Estabilizado nuevamente en Piamonte, el año sucesivo decide retirarse de la vida política para dedicarse completamente a la ciencia.
Entre 1792 a 1793 viaja para instruirse en varias Universidades italianas, acompañado de cartas de presentaciones de Allioni en donde se refería a su experiencia en el Museo y en los Jardines Botánicos.
En 1801 es invitado a la Universidad de Turín para asumir la cátedra de botánica, y en diciembre, luego de la muerte de P.M. Dana, a ser Director del Jardín botánico de Turín que en sus últimos años, luego del abandono de Carlo Allioni, estaba deplorable, especialmente por falta de fondos. La única cura era por el custodio Molineri, que las conservaba pero en pésimo estado y en total desorden.
Balbis, consigue interesar al general francés Jacques François Menou, ahora administrador jefe del departamento del Po. Le da ayuda, y unido a su pericia y a la perseverancia como curador, consigue recuperar la belleza perdida.
Durante los trece años de su mandato, Balbis aumenta la recolección de vegetales, y gracias a la correspondencia mantenida con renombrados botánicos, y a la organización científica de Europa.
En ocasiones de sus excursiones botánicas era normal verlo por la campaña en torno a Turín, describiendo características botánicas o curativas de especies, con uno de los tantísimos estudiantes que siempre lo seguían.
A causa de su fama, más allá del Piamonte, es electo miembro de la "Academia de Ciencias de Turín", y de 1811 a 1814 Presidente de la "Academia de Agricultura de Turín", y fue correspondiente de muchas Sociedades Científicas extranjeras.
Su notoriedad y la estima se demuestra cuando Carl Ludwig Willdenow, un famoso botánico alemán, en 1803 dedica a Balbis un nuevo género botánico Balbisia, comprendiendo a esa época, una sola especie Balbisia elongata Willd.
Con la caída de Napoleón Bonaparte, su exilio a Elba, retorno, y Waterloo, con la caída de Napoleón (1814) y la consiguiente restauración de la monarquía de Saboya, Balbis (como muchos otros sostenedores de los franceses) cae en desgracia.
En 1814 es radiado de la actividad pública y de la Academia Científica piamontesa, retirándose a la vida privada aceptando la hospitalidad del Director del Jardín Experimental de la Real Sociedad de Horticultura, que le ofrece una pequeña casa en la zona de Crocetta, de Turín, en campo abierto. La casa era propiedad del químico Evasio Borsarelli, director del Jardín e íntimo amigo de Balbis.
En ese tiempo se dedicó a cultivar plantas rarase, a colaborar con Borsarelli, y a prestar ayuda a personas enfermas y pobres, que se acercaban a él por hierbas medicamentosas.
En 1816, no obstante su fama de opositor de la Casa de Saboya, la Universidad de Turín lo nombra Profesor Emérito asignándole un subsidio, siendo en 1819 Director del Jardín Botánico y titular de la Cátedra de Botánica en la ciudad de Lyon.
Con el eco de su fama, muy consolidada, convence al rey Víctor Manuel I de Cerdeña (Víctor Manuel I), de firmar su reasignación a la Academia de Ciencias de Turín, y a la Real Sociedad de Agricultura.
Poco tiempo después Domenico Nocca, profesor de botánica de la Universidad de Pavía y director del Jardín Botánico de 1797 a 1826, decide censar la flora del territorio de la ciudad, pide a Balbis de ayudarlo en la obra de clasificar. El resultado de sus labores conjuntas fue publicar, con el título Flora Ticinensis, en dos volúmenes, uno de 1816, y el otro de 1821.

### Su estada en Lyon
En 1819 le ofrecen la dirección del Jardín Botánico de Lyon y la cátedra de profesor de Botánica. Apenas asumido, se ocupa de reordenar la organización de l Jardín, que en el periodo precedente estaba abandonado. Como en Turín, inicia inmediatamente una intensa correspondencia con los diretcores de los principales Jardines Botánicos de Europa, intercambiando conocimientos y semillas, aumentando rápidamente el número de especies vegetales de su Jardín. Contemporáneamente se ocupa de reordenar y agregar su propio herbario.
Durante su permanencia en Lyon, censa las especies botánicas presentes en esa zona, y envía especímenes a París y a Ginebra, y a consultar el inmenso herbario del museo de historia natural, y de los célebres botánicos de esas ciudades.
En 1820 es nombrado miembro de la Real Academia de Ciencias de Lyon, de la Sociedad de Medicina y de la de Agricultura, y en 1822 contribuye a fundar la Sociedad linneana; y cuatro años más tarde, preside las cuatro entidades.

Sus lecciones y sus excursiones botánicas eran frecuentadísimas, no solamente por sus estudiantes, sino muchos aficionados.
Su notoriedad definitivamente se consolida hacia 1827 con la publicación del primrt tomo (el segundo se publica al año siguiente) de la obra “Flore Lyonnaise”, fruto de su trabajo de investigación y de clasificación.

## Sus últimos años
Hacia 1827, Balbis inicia a tener serios problemas de salud y, en 1830, se ve obligado a ceder todas sus obligaciones, para retornar a Piamonte a curarse.
Parte a Turín en septiembre de ese año portando su colección de libros, su riquísimo herbario y el de Allioni, que luego de su muerte, lo conservaba separado del propio, aun siendo él su legítimo propietario, para mantener su integridad.
No obstante la cura y las atenciones de parientes y amigos, fallece en Turíno el 13 de febrero de 1831, a los 66 años.
Su vida fue muy movida y rica, y su epistolario testimonia sus intercambios con eminentes estudiosos como De Candolle, Beguinot, Tenore y otros. Sus numerosas e importantes publicaciones evidencian la prevalencia de su interés botánico de completar el conocimiento de la flora piedemontana.

### La suerte de su herbario
Su herbario pasó en herencia al nieto, Vincenzo, pero, muere algunos meses después. Permacene depositado en Moretta, por otros parientes, y, por obra del profesor Giuseppe Giacinto Moris (amigo de Balbis), lo compra la Regia Universidad de Turín que lo coloca en el Jardín Botánico de Turín (donde se conserva hoy'Herbarium Universitatis Taurinensis).
El herbario de Allioni, por disposición de Balbis, es dado al botánico francés Matthieu Bonafous, un gran cultor de historia natural de esa época, admirador y amigo de Allioni, que en seguida lo pone en custodia de la Academia de Agricultura de Turín. 

En 1981 esta última lo dona a su vez al Instituto Botánico de la "Universidad de Turín" que lo tiene en el'Herbarium Universitatis Taurinensis.

## Reconocimientos
El ilustre botánico suizo Alphonse De Candolle (1806-1893), a propósito de Balbis escribe:

Su corazón, su carácter moral fue una parte necesaria del elogio por sus trabajos, tanto como saber unir sus afectos y sus gustos científicos, si bien se puede exprimir aquí los recuerdos profundos de amistad, debo remarcar los servicios que Balbis  realizó a la ciencia
(tracto de la Biblioteca Universal)

Amigos y admiradores, poco después de su deceso, hacen erigir en el área del Cementerio de Turín reservada a la familia Bonafous un monumento de 5 m, proyecto del ingeniero Gaetano Lombardi, y de los autores del propio proyecto del cementerio, y realizado por el profesor Giacomo Sella; se esculpen la efigie de Balbis, como aparecía en sus últimos años de su vida, la imagen de una Balbisia, y la escritura en latín:

Joanni Baptistae Balbis, optimi civi et rei herbariae inter Italos summo, amici posuerunt

La ciudad de Turín le dedicó una calle y el puente sobre el Po a la altura de corso Bramante.
La ciudad de Moretta, su localidad natal, una calle y el local de la Escuela Media.
- La abreviatura «Balb. o Balbis» se emplea para indicar a Giovanni Battista Balbis como autoridad en la descripción y clasificación científica de los vegetales.[2]

## Obras
- “Enumerazione delle piante che crescono intorno alle sorgenti di Valdieri”. Publicado en 1793 en la obra “Des eaux sulphureuses et thermales de Vaudier” del professor G.A. Giobert.
- “Elenco delle piante crescenti nei dintorni di Torino”. Torino, anno IX, republ., stamperia Filantro, un volumen, conteniendo además “additamentum ad floram pedemontanam”.
- “Observations sur le Aeillets avec la description des trois espèces de dianthus”. Un fascículo con tres tablas, publicado en “Mémoires de l'Académie des sciences, littér. et beaux arts de Turin”, año IX.
- “Sur trois nouvelles espèces d’Hépatiques ajoutées à la Flore du Piémont”. Un fascículo con dos tablas, publicado en “Mémoires de l'Académie des sciences, littér. et beaux arts de Turin”, año X & XI.
- “Miscellanea botanica”. Un volumen en cuarto con 11 tablas publicado en “Mémoires de l'Académie des sciences, littér. et beaux arts de Turin”, año XI.
- “De crepidis nova specie; adduntur etiam aliqout cryptogamae florae pedemontanae”. Publicada en “Mémoires de l'Académie des sciences, littér. et beaux arts de Turin”, año XII.
- “Miscellanea altera botanica”. Publicada en “Atti della Reale Accademia delle Scienze di Torino” del 19 de junio de 1806.
- “Flora Taurinensis, seu enumeratio plantarum circa taurinensem urbem crescentium”. Turín, 1806, ex tipografia F. Grossi.
- “Horti Academiae Taurinensis stirpium minus cognitarum aut forte novarum icones et descriptiones”. Un fascículo en cuarto publicado en “Atti della Reale Accademia delle Scienze di Torino” del 2 de junio de 1810.
- “Materies medica praelectionibus Acad. accomodata 1811 in aedibus Academiae Taurinensis”. Publicado en dos volúmenes en octavo, 1811.
- “Elenchus recentium stirpium quas pedemontanae florae addendas censet J. B. Balbis m. d. exhibitus die 26 maj 1816 Aug. Taur.”. 1816.
- “Flora Ticinensis, seu enumeratio plantarum quas in peregrinationibus multiplicibus plures per annos solertissime in Papiensi agro peractis observarunt et colligerunt Dominicus Nocca et Joannes Baptista Balbis publici rei herbariae professores”. I° volumen publicado en 1816, II° volumen en 1821.
- “Flore Lyonnaiese ou description des plantes qui croissent dans le environs de Lyon et sur le mont Pilat”. Lione, I° volumen publicado en 1827, II° volumen en 1828.